# مرانغ (تشكدان)
مرانغ (بالفارسية: مرانگ) هي قرية تقع في إيران في هرمزغان. يقدر عدد سكانها بـ 288 نسمة بحسب إحصاء 2016.